# 音学五書
音学五書（おんがくごしょ）は顧炎武が明末清初にかけて作成した。古音学（音韻学のいち分野）の古典である。
序文と書翰とを除くと、『音論』・『詩本音』・『易音』・『唐韻正』・『古音表』の五つなので、それで『音学五書』と名づく。かなりコンパクトな『音論』の更な詳細は、かなりのボリュームな『唐韻正』にある。『詩本音』には毛詩の全文があって顧炎武の押韻についての考えが注記されている。『古音表』の分部はまだ十部であるが、某之半（某のなかば）という分れに、彼の広韻から古音への飛躍発展がみられる。
清朝音韵学の学習は諸書をめぐるもまた音論という基本に帰るといわれる。